# Prepona horracki
Prepona horracki är en fjärilsart som beskrevs av Le Moult 1931. Prepona horracki ingår i släktet Prepona och familjen praktfjärilar. Inga underarter finns listade i Catalogue of Life.